# Tondo di Capodimonte

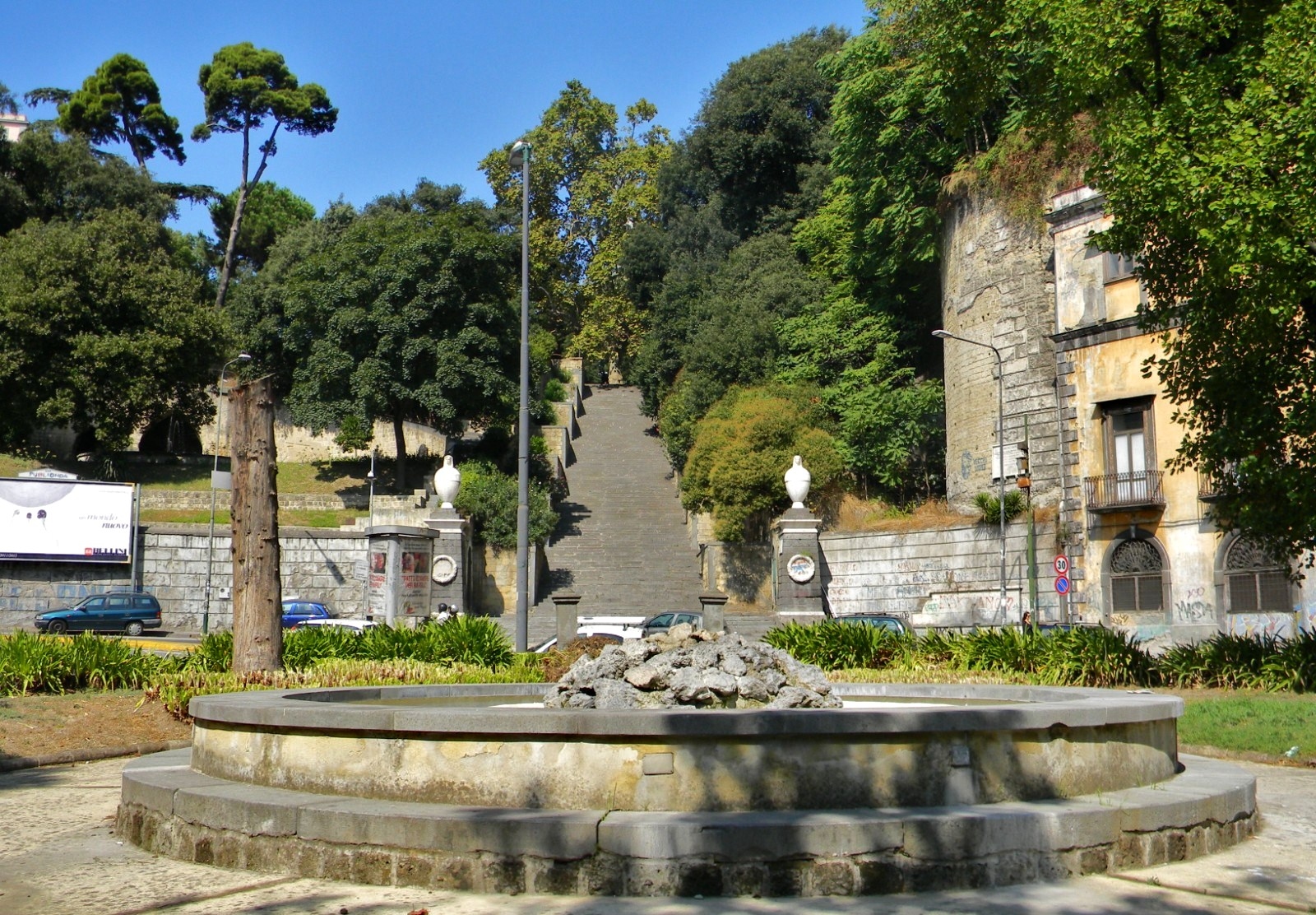
I gradini Capodimonte, accessibili tramite il tondo

Il tondo di Capodimonte è una piazza di Napoli, situata nel quartiere Stella alla fine del corso Amedeo di Savoia e all'inizio della via di Capodimonte.
Viene detto in tale maniera per via della sua pianta ovale, appunto chiamata popolarmente tondo.

## Storia
Fu progettato nel complesso dei lavori di realizzazione della nuova strada che avrebbe collegato il centro cittadino con la reggia di Capodimonte.
Nel 1826 fu affidato ad Antonio Niccolini il compito di risistemare l'area a sud della reggia. I lavori furono eseguiti tra il 1832 e il 1836, anno in cui furono terminati. Il genio scenografico del Niccolini si manifestò nella monumentale scala che si erge in fondo al tondo e che permetteva un più facile accesso alla collina di Capodimonte, nella sistemazione dei giardini attorno alla scala, realizzando anche un piccolo anfiteatro alla sommità di essa e infine nella nuova impostazione del tondo.
In particolare vi installò al centro un elegante giardino fiorito con fontane a vasca, realizzando una vera e propria rotatoria naturale ante litteram.

## Descrizione
Al centro, accessibili grazie a due ingressi segnalati ognuno da due piccoli obelischi in piperno, sono presenti i giardinetti. Di forma ellittica, in particolare presentano due fontane le quali sono posizionate presso i fuochi dell'ellisse.
A partire da destra, in senso rotatorio, è visibile la sede delle suore Elisabettine Bigie, fondate da padre Ludovico da Casoria in onore di Elisabetta d'Ungheria e dette bigie per l'abito dal colore cupo. Qui, si può ammirare la ricostruzione dei luoghi della Passione di Cristo, proseguita alla morte del religioso da suor Maria Rosa Santillo.
Continuando, è situata la fontana di Capodimonte, fontana che per la sua forma, doveva essere originariamente un abbeveratoio per cavalli che ivi si riposavano dopo la salita in attesa di percorrere la più ripida salita che segue il tondo.
Proprio sopra la fontana si erge un torrione di contenimento del terreno sovrastante che presenta ancora in parte il rivestimento in bugnato quadrangolare che lo rivestiva un tempo interamente. Su di esso è collocata dal 1976 una lapide in memoria del colonnello Vincenzo Barresi (Castroreale, 1883 - Napoli, 1949).

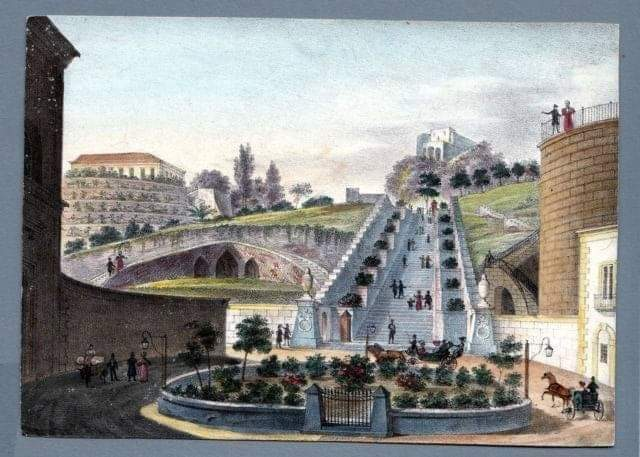

Poco più avanti si apre la scala monumentale, ufficialmente chiamata gradini Capodimonte che permettono l'accesso ai giardini sempre realizzati dal Niccolini. In età fascista furono intitolati alla principessa Iolanda Margherita di Savoia. Dal tondo è possibile notare le decorazioni poste ai lati delle scale: su due grossi pilastri sono posti due canopi egizi in marmo e presentano due ghirlande, su quella sinistra c'è la dicitura dei giardini, sulla destra gli stemmi del Comune e della Casa Savoia.
Sempre in senso rotatorio, notiamo situata la chiesa delle Stimmatine, nella semplice facciata ottocentesca inglobata nella cortina edilizia che circonda il tondo. A destra della chiesa si apre la grotta di Betlemme, voluta da padre Ludovico il quale dopo un viaggio in Terra santa volle ricostruire il luogo della Natività. Le attuali statue del presepe hanno sostituito delle raffigurazioni assai più pregiate.